# Georges Abi-Saab
Georges Michel Abi-Saab (nacido el 9 de junio de 1933) es un abogado egipcio, profesor de derecho internacional, y exjuez internacional.

## Educación y carrera profesional
Abi-Saab nació en Heliopolis. Se recibió de abogado en la Universidad de El Cairo en 1954, y realizó estudios de maestría en la Sorbonne, la Universidad de Harvard (LL.M y L.D), la Universidad de Cambridge, la Universidad de Míchigan (MA en economía). Obtuvo su PhD en ciencia política en el Graduate Institute of International and Development Studies. También obtuvo el diploma de la Academia de Derecho Internacional de La Haya.
El Profesor Abi-Saab ha sido juez ad hoc del Corte Internacional de Justicia, juez del Tribunal Penal Internacional para la ex-Yugoslavia (TPIY) y el Tribunal Penal Internacional para Ruanda (ICTR) y expresidente del Órgano de Apelación de la Organización de Comercio Mundial.